# Tomáš Duda
Tomáš Duda (* 26. března 1999) je český lední hokejista hrající na pozici obránce.

## Život
Se sportovní kariérou začínal v klubu pražské Slavie, kde strávil mládežnické i juniorská léta. V sezoně 2015/2016 se objevil v reprezentačním výběru své země do sedmnácti let. Mezi muži se prvně objevil během ročníku 2018/2019, byť již o dva roky dříve figuroval na soupisce svého mateřského celku, avšak do vlastního utkání nezasáhl.